# 竹内浩三
竹内 浩三（たけうち こうぞう、1921年（大正10年）5月12日 - 1945年（昭和20年）4月9日）は、日本の詩人。

## 経歴
三重県宇治山田市吹上町（現・伊勢市吹上）に生まれた。
明倫小学校を卒業後、宇治山田中学校（現・三重県立宇治山田高等学校）に進学、中学在学中より友人と回覧雑誌を製作。1940年（昭和15年）に日本大学専門部映画科に入学し、伊丹万作の知遇を得る。1942年（昭和17年）6月、宇治山田中学校時代の友人中井利亮・野村一雄・土屋陽一と同人誌『伊勢文学』を創刊。同年9月に日本大学を繰り上げで卒業し、入営。久居（現・津市）で初年兵として1年の訓練の後、吉沼（現・茨城県つくば市）で落下傘兵として厳しい訓練を課される。
1945年4月9日、フィリピン・ルソン島バギオ北方にて戦死（厳密には生死不明）。最終階級は上等兵。

## 人物
小中学生時代はあまり勉強しなかったものの、上位3分の1には入る成績で、特に数学が得意であった。よく人の物真似をして笑いをとっていた。また漫画を愛し、夏目漱石の『坊つちやん』を漫画化したり、国産振興四日市大博覧会のポスターに応募して入選したりしていた。

## 顕彰活動
墓所は伊勢市岩渕三丁目の一誉坊（いっちょぼ）墓地と朝熊山金剛證寺奥ノ院の供養墓の2か所あったが、2005年（平成17年）に一誉坊墓地から朝熊山へ集約された。遺骨や遺品は戦地から一切戻ってこなかったため、一誉坊墓地には姉の手で浩三の学生帽が埋葬された。浩三の御霊は、御英霊として津市の三重縣護國神社に祀られている。
入営中に記された日記（筑波日記）などに書き残された詩は、青年のみずみずしい感情を歌っている。
「骨のうたう」は、1942年8月3日の日付が書かれているが、1948年に中井利亮編『伊勢文学』第8号に「遺稿」として原型が掲載され、1956年中井利亮編『愚の旗―竹内浩三作品集』刊行に際して現在知られている形になった。また、「望郷」は1943年5月『伊勢文学』第6号が初出。
2004年に稲泉連が評伝『ぼくもいくさに征くのだけれど　竹内浩三の詩と死』を発表。第36回大宅壮一ノンフィクション賞を受賞した。
2008年にNHKにて、「ハイビジョン特集　シリーズ青春が終わった日　日本が見えない～戦時下の詩と夢・竹内浩三～」が放送された。
遺品は本居宣長記念館に寄贈されている。

## 著作集
- 『愚の旗―竹内浩三作品集』（私家版、1956年 / 復刻版・伊勢文化舎、2018年、ISBN 978-4900759565）
- 『竹内浩三全集』（新評論、1984年）

1. 骨のうたう（ISBN 4-7948-3011-4）
2. 筑波日記（ISBN 4-7948-3012-2）

- 『竹内浩三作品集』（新評論、1989年、ISBN 4-7948-0041-X）
- 『竹内浩三全作品集―日本が見えない』（藤原書店、2001年、ISBN 978-4894342613）
- 『戦死やあわれ』（岩波書店〈岩波現代文庫〉、2003年、ISBN 978-4006030728）
- 『定本 竹内浩三全集　戦死やあはれ』（藤原書店、2012年、ISBN 978-4894348684）

などがある。

## 親族
家族構成は両親と4歳年上の姉。実家は裕福な呉服商であった。なお、9歳で母を、中学卒業目前に父を亡くしている。姉は日大の学費を送金して浩三の生活を支え、浩三の死後、遺稿集『愚の旗』を200冊限定で出版した。